# Rönnbladsmott
Rönnbladsmott (Acrobasis advenella) är en fjärilsart som först beskrevs av Johann Leopold Theodor Friedrich Zincken 1818.  Rönnbladsmott ingår i släktet Acrobasis, och familjen mott. Arten är reproducerande i Sverige.

## Bildgalleri

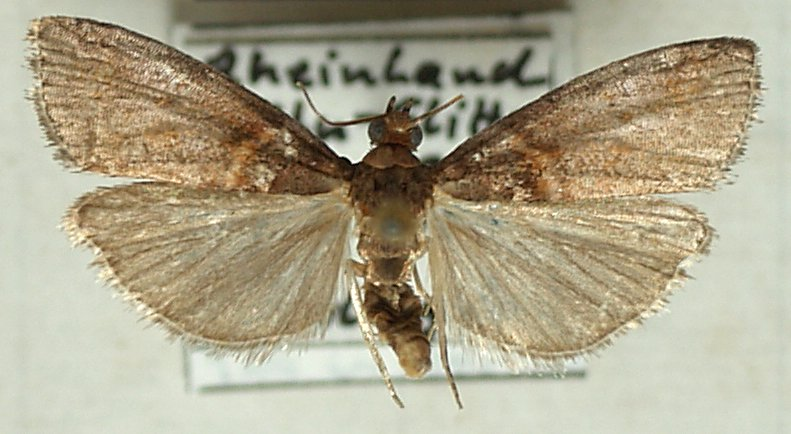